# Chloe Morris Talbot
 Chloe Morris Talbot (Menorca, 26 de juliol 1985) és una genet de doma menorquina.
Amb 16 es va traslladar a Barcelona on va començar la seva carrera professional amb la amazona olímpica Beatriz Ferrer-Salat. Allà va aconseguir ser jove campiona espanyola d'hípica el 2005 i va representar Espanya, entre altres campionats, als campionats europeus. En aquesta etapa, es pot dir que el seu èxit més important va ser un sisè lloc al campionat del món del 2006.
Del 2006 al 2011 es va traslladar a Alemanya. Durant un any va treballar al Hof Kasselmann on va entrenar molts cavalls on després els presentava a les subhastes. A partir del 2008 va treballar a l'estable de Isabell Werth on va presentar cavalls joves en tornejos i competir amb ells al torneig mundial de cavalls joves a Verden el 2010.
Des del novembre del 2011 treballa a St. Vith (Bèlgica) a Gestüt Sonnenhof com a primera genet. Des de llavors ha seguit participant en campionats com el campionat mundial de cavalls joves o el Bundeschampionat de Warendorf.